# Phosphoros

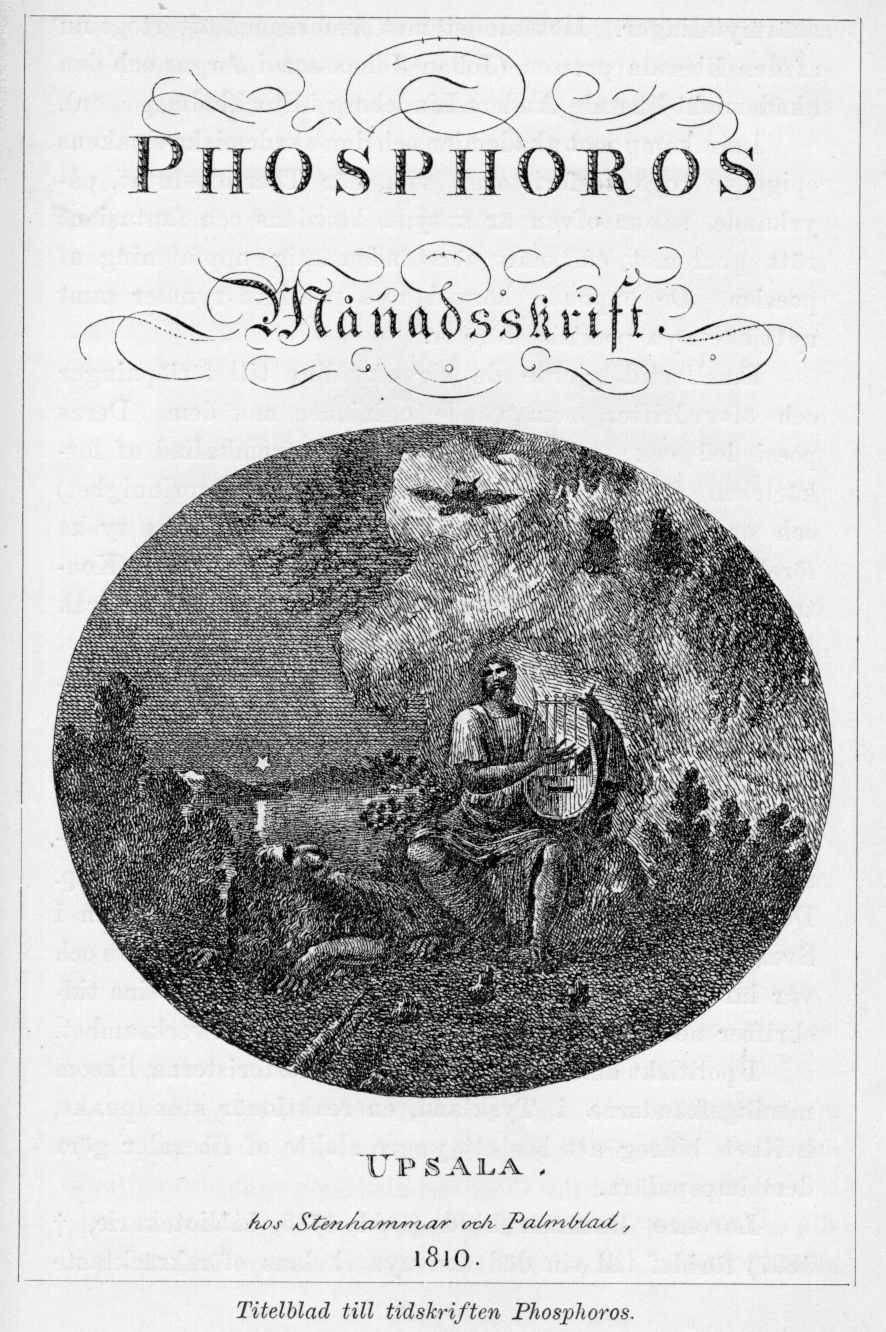
Titelblad, Phosphoros, förminskad skala

Phosphoros var en litterär månadsskrift, som gavs ut i Uppsala 1810-1813 av P.D.A. Atterbom och V.F. Palmblad. Detta var det första organ, i vilket nyromantikerna i Sverige presenterade sin agenda. Efter Phosphoros kallades inom kort den svenska nyromantiken fosforism och dess anhängare fosforister. Ordet phosphoros betyder ljusbringaren eller morgonstjärnan (Venus).
Atterbom öppnade Phosphoros med en prolog som förkunnade att en ny tid randades för Sverige, för germanerna och för mänskligheten. "Ur tidens grå vågor hade åter uppblänkt den österlandets stjärna, som ledde de vise konungar", skrev han senare.

## Utgivning
Nyromatikerna hade först tänkt ge ut en samling av sina bästa vitterhetsalster under titeln Orfika. I stället utgav de under senare hälften av augusti 1810 det första häftet, julihäftet, av Phosphoros. Häftet innehöll fyra ark i oktav och med brandrött omslag. Samma år följde fem liknande häften. Årgången 1811 kom som sex dubbelhäften om sex ark (november-december-häftet hann inte publiceras förrän i april 1812). Årgång 1812 utgjordes av två fria häften om 5-6 ark. Årgång 1813 var endast ett häfte à tretton ark.

## Tidskriftens samtida betydelse
Phosphoros blev inte omtyckt inom akademiska kretsar, medan dess idéer vann många anhängare på andra håll. I vilket fall som helst uppnådde utgivarna sina mål: att väcka uppseende, att angripa den "franska smaken", hävda en mer ideell världsuppfattning och bidra till den patriotiska humanioran.

## Bidragsgivare
- Per Daniel Amadeus Atterbom
- Per Elgström
- Vilhelm Fredrik Palmblad
- Lorenzo Hammarsköld
- Samuel Hedborn
- Georg Ingelgren
- Per Adolf Sondén
- Carl Fredric Dahlgren
- Arvid August Afzelius
- Johann Christian Friedrich Haeffner